# TheWrap
TheWrap是一個由莎朗·韦克斯曼於2009年成立的娛樂和媒體新聞網站。

## 历史
據CBS的觀察，莎朗·韦克斯曼為The Wrap News籌集了50萬美元，以於2009年1月26日成立娛樂和媒體新聞網站。
TheWrap在業界與其他好萊塢新聞網站競爭，截至2014年，它和Deadline.com網站的競爭最為激烈。

## 外部連結
- 官方网站